# Memorial de Alessandro Valtrini
Memorial de Alessandro Valtrini é um monumento funerário projetado pelo artista italiano Gian Lorenzo Bernini em 1639 e executado por sua oficina no mesmo ano. Está na igreja de San Lorenzo in Damaso, em Roma. A obra guarda fortes afinidades com o Memorial a Ippolito Merenda, ambas encomendadas pelo cardeal Francesco Barberini, projetadas por Bernini e realizadas por sua oficina. Em termos estéticos, ambas inovaram ao apresentar a morte como um esqueleto se movimentando carregando uma inscrição ou, no caso do monumento a Alessandro Valtrini, um retrato do próprio Valtrini num medalhão.
Valtrini foi um prolífico doador em vida e três igrejas que ele apoiou construíram monumentos em sua homenagem, a Igreja de Jesus (onde se corpo está), Santa Maria sopra Minerva e a versão de Bernini em San Lorenzo in Damaso. Ele morreu em 1633 e, no final da década, o cardeal Barberini encomendou sua homenagem.